# Schlacht von Auray
Die Schlacht von Auray fand am 29. September 1364 bei der bretonischen Stadt Auray statt. Es war die Entscheidungsschlacht im Bretonischen Erbfolgekrieg, einem Teil des Hundertjährigen Kriegs.
In dieser Schlacht, die als Belagerung der Burg Auray begann, schlug Johann V., der Herzog der Bretagne, mit Unterstützung englischer Truppen unter John Chandos seinen Gegner Karl von Blois und die Franzosen.
Zu Beginn des Jahres 1364, nach dem Scheitern der Verhandlungen in Évran, griffen Johann V. und Chandos Auray an, das sich seit 1342 in der Hand der Franzosen befand, und belagerten die Burg. Ohne Nachschub an Nahrung stimmten die Belagerten einer Übergabe zu, falls Entsatz nicht vor dem 29. September eintreffe.
Am 27. September war Karl von Blois östlich der Abtei von Lanvaux; Bertrand du Guesclin, der die Vorhut der französischen Truppen befehligte, in Brandivy. Am 28. befanden sie sich am linken Ufer des Flusses unterhalb der Burg. Um zu verhindern, zwischen der Burg und der französischen Armee eingeschlossen zu werden, befahl Johann V. den Abzug aus Auray und ließ eine Position auf der Böschung des rechten Flussufers einnehmen, dem Feind gegenüber. Am 29. September, nachdem Verhandlungen gescheitert waren, befahl Karl den Angriff. Seine Armee überquerte den Fluss und stellte sich mit Blickrichtung Süden auf. Johann V. folgte den Bewegungen des Gegners und stellte seine Männer mit Blickrichtung Norden auf.

## Beteiligte Kräfte
Karl von Blois verfügte über insgesamt 4000 Mann. Auf dem linken Flügel befand sich der Graf von Auxerre, auf dem rechten Du Guesclin, in der Mitte Karl von Blois. Eine schwache Reserve wurde nicht eingesetzt.
Johann V. wurde von 3000 Engländern unterstützt. Auf der rechten Seite befehligte Oliver V. von Clisson, auf der linken Robert Knolles, in der Mitte Johann und Chandos. Eine erhebliche Reserve wartete auf den Einsatzbefehl.

## Die Schlacht
Die Schlacht begann mit einem kurzen Gefecht zwischen den französischen Armbrust- und den englischen Langbogenschützen. Dann gingen die Fußtruppen ungeordnet nach vorne. Die Schlacht wurde sehr blutig, da beide Seiten eine rasche Entscheidung herbeiführen wollten und befohlen hatten, keine Gefangenen zu machen.
Jede englisch-bretonische Einheit wurde angegriffen, eine nach der anderen, Verluste wurden aus der Reserve ersetzt. Auf der anderen Seite wurde der rechte Flügel der Franzosen zurückgestoßen, nicht durch Reserven wieder aufgefüllt, und in Richtung des Zentrums abgedrängt. Der linke Flügel knickte ebenfalls ein, woraufhin die Truppen Karl von Blois die Flucht ergriffen. Er wurde von einem englischen Soldaten getötet, der die gegebenen Befehle beachten wollte. Du Guesclin war gezwungen, sich Chandos zu ergeben.

## Folgen
Dieser Sieg beendete den Bretonischen Erbfolgekrieg und kostete 1000 Mann auf französischer Seite das Leben. Im Frieden von Guérande erkannte 1365 der König von Frankreich Johann V. als Herzog der Bretagne an.